# Маргарита (пица)
„Маргарита“ (на италиански: Margherita) е вид пица, характерна за град Неапол, съставена от пшеничено тесто, домати „Сан Марцано“, сирене моцарела, пресен босилек, сол и необработен зехтин. Създадена е през 1889 година от неаполитанския пицар Рафаеле Езпозито. Кръстена е на кралица Маргарита Савойска и обединението на Италия, тъй като продуктите са домати (червени), моцарела (бяла) и босилек (зелен), съставки, вдъхновени от цветовете на националния флаг на Италия.
Предлага се по много ресторанти в: Италия, България, Испания, САЩ, Франция и други държави.